# Jake Bugg
Jake Bugg, właściwie Jake Edwin Charles Kennedy (ur. 28 lutego 1994 w Nottingham) – brytyjski muzyk, wokalista, gitarzysta i autor tekstów, łączący w swojej twórczości elementy m.in. country-rocka, blues-folku, skiffle, rockabilly.
Jego debiutancki album, zatytułowany Jake Bugg, został wydany 15 września 2012 roku i osiągnął 1. miejsce na UK Albums Chart.

## Życiorys

### Dzieciństwo, początki kariery
Bugg urodził się w Nottingham na osiedlu Clifton, jego rodzice rozwiedli się zaraz po jego urodzeniu. Ojciec jest pielęgniarzem, a matka pracuje jako sprzedawczyni. Oboje byli w przeszłości członkami zespołów muzycznych. Jako młody chłopak, Bugg interesował się piłką nożną, zdobył nawet puchar dla najlepszego strzelca. W wieku 12 lat zaczął grać na gitarze, którą dostał od swojego wujka, a w wieku 14 lat wstąpił do zespołu, w którym grał na basie. Przełomowym momentem w jego karierze muzycznej, według samego artysty, został jeden z odcinków serialu animowanego The Simpsons, w którym usłyszał utwór "Vincent (Starry, Starry Night)" Dona McLeana. Wokalista zaczął wówczas interesować się muzyką rockową, a w wieku 16 lat napisał swoje pierwsze piosenki inspirowane takimi artystami, jak m.in. The Beatles, Oasis, The Everly Brothers, Donovan, Bob Dylan czy Jimi Hendrix.

## Kariera muzyczna
Dzięki BBC, Jake Bugg już w wieku 17 lat, wystąpił na scenie "BBC Introducing Stage" Glastonbury Festival. Niedługo później podpisał kontrakt z wytwórnią Mercury Records. 22 maja 2012 roku Bugg wystąpił gościnnie w brytyjskim programie Later... with Jools Holland, gdzie wykonał utwory "Trouble Town", "Lightning Bolt" i "Country Song", która później została użyta w reklamie piwa Greene King IPA. 1 października 2012 roku wokalista wystąpił na żywo w radiu BBC 6 Music. Ma na koncie trasę z Noel Gallagher's High Flying Birds oraz Snow Patrol, a także kilka występów z Michaelem Kiwanuką. Wystąpił również na londyńskim koncercie grupy The Stone Roses.
Debiutancki album Bugga został sprzedany w liczbie 604 tys. 100 sztuk i zajął 1. miejsce Top 40 Official Albums Chart w Wielkiej Brytanii. Współtwórcą płyty był Iain Archer. Singiel promujący wydawnictwo, "Two Fingers", został sklasyfikowany na 33. miejscu Top 40 Official Singles Chart w Wielkiej Brytanii.
Drugi album studyjny artysty, Shangri La, został wydany w połowie listopada 2013 roku, jego tytuł pochodzi od nazwy studia w Malibu, w którym został nagrany. Współproducentami płyty byli Ian Archer oraz Rick Rubin, a podczas sesji nagraniowej wzięli udział także Chad Smith z Red Hot Chili Peppers, Pete Thomas, perkusista Elvis Costello, giatrzysta Matt Sweeney i basista Jason Lader, znany ze współpracy z The Mars Volta. W dyskografii Jake'a Bugga znajduje się także 11 singli oraz 3 minialbumy: Taste It, Live At Silver Platters, Seattle oraz Messed Up Kids, który ukazał się 12 maja 2014 roku.
W grudniu 2014 r. ukazały się koncertowe płyty DVD i Blu-Ray Disc "Live at The Royal Albert Hall", na których znalazły się utwory wykonane podczas koncertu z 14 lutego 2014 r.
Płyty zawierają wybrane utwory z tego koncertu,przeplatane fragmentami wypowiedzi Jake'a Bugga. W czerwcu 2016 roku muzyk wydał trzeci album studyjny o nazwie On My One. 1 września 2017 roku został opublikowany album Hearts That Strain.

## Instrumentarium
- Gitary akustyczne[10]:
  - Patrick Eggle Jake Bugg - Parlour[11]
  - Martin 00015-SM
  - Martin D-18VS
  - Martin M36
  - Yamaha FG700MS
  - Gibson Robert Johnson L-1
- Gitary elektryczne[10]:
  - Gibson Memphis ES-390
  - 1954 Fender Telecaster
  - 1966 Fender Stratocaster
  - Gretsch G6121-1955 Chet Atkins
  - Gibson Memphis ES-339
  - Fender Esquire

## Dyskografia
| Tytuł              | Dane dot. albumu                                        | Pozycja na liście | Pozycja na liście | Pozycja na liście | Pozycja na liście | Pozycja na liście | Pozycja na liście | Certyfikat               |
| Tytuł              | Dane dot. albumu                                        | UK                | AUS               | FRA               | GER               | NL                | NZ                | Certyfikat               |
| ------------------ | ------------------------------------------------------- | ----------------- | ----------------- | ----------------- | ----------------- | ----------------- | ----------------- | ------------------------ |
| Jake Bugg          | - Data: 15 października 2012 - Wydawca: Mercury Records | 1                 | 19                | 21                | 10                | 21                | 7                 | - UK: 2x platynowa płyta |
| Shangri La         | - Data: 18 listopada 2013 - Wydawca: Virgin EMI         | 3                 | 38                | 61                | 21                | 32                | 19                | - UK: złota płyta        |
| On My One          | - Data: 17 czerwca 2016 - Wydawca: Virgin EMI           | 4                 | 16                | 87                | 27                | 48                | 1                 |                          |
| Hearts That Strain | - Data: 1 września 2017 - Wydawca: Virgin EMI           | 7                 | 44                | 165               |                   |                   | 1                 |                          |

## Nagrody
| Rok  | Organizacja         | Kategoria                             | Nominacja     | Rezultat   |
| ---- | ------------------- | ------------------------------------- | ------------- | ---------- |
| 2013 | BRIT Awards         | Przełomowy Brytyjski Wykonawca        | Jake Bugg     | Nominowany |
| 2013 | NME Awards          | Najlepszy Solowy Artysta              | Jake Bugg     | Nominowany |
| 2013 | NME Awards          | Najlepszy Album                       | Jake Bugg     | Nominowany |
| 2013 | Ivor Novello Awards | Najlepszy Utwór Muzycznie i Literacko | "Two Fingers" | Nominowany |
| 2013 | Q Awards            | Najlepszy Nowy Wykonawca              | Jake Bugg     | Wygrana    |
| 2013 | Q Awards            | Najlepszy Solowy Artysta              | Jake Bugg     | Nominowany |
| 2013 | Mercury Prize       | Album Roku                            | Jake Bugg     | Nominowany |
| 2014 | BRIT Awards         | Brytyjski Solowy Artysta              | Jake Bugg     | Nominowany |
| 2014 | NME Awards          | Najlepszy Solowy Artysta              | Jake Bugg     | Nominowany |